# BYOR
BYOR ist ein russischer DJ und Musikproduzent der Elektronischen Tanzmusik. Das Akronym steht für „Bring Your Own Rules“.

## Leben
Seit 2020 gehört er zu Tiëstos Label Musical Freedom. Im gleichen Jahr wurde er von der Website 1001Tracklists auf Platz 16 der besten Produzenten 2020 gewählt. BYOR steht außerdem bei Tomorrowland Music unter Vertrag. Dort veröffentlichte er 2021 die Single Let It Drop. 2022 folgte Faces.
Zusammen mit Imanbek nahm er den Titel Bananza (Belly Dancer) von Akon und verwandelte den Song unter dem Songtitel Belly Dancer zu einem House-Stück. Dafür wurden die Vocals heruntergepitcht und der Beat wurde angepasst. Der Song erreichte Platz 15 der deutschen Single-Charts.

## Diskografie

### EPs
- 2019: Super Laser EP
- 2020: Don’t Stop the Disco
- 2020: Leave Me Again (The Remixes)

### Singles
- 2015: The Flicker (mit Shvez)
- 2016: Tonight
- 2016: Banger
- 2016: Groove Express
- 2016: The Moment (mit Going Deeper)
- 2017: For the People (mit Hannov)
- 2017: Body Groove
- 2017: Get High
- 2018: Bounce (mit Space Food)
- 2018: Ninja (mit Randat)
- 2018: Lose Control
- 2018: Wired / My House
- 2018: Take Me Back
- 2019: In My House
- 2019: I Am Not
- 2019: Cold Blood
- 2019: Rhyme & Reason
- 2020: How It Feels
- 2020: Feel That Way
- 2020: Love (The Way You Get) (mit Armodine)
- 2020: You Know (mit RITN)
- 2020: Feeling Right
- 2020: Leave Me Again
- 2020: Twenty Twenty (mit Going Deeper)
- 2020: Freaky
- 2021: The Cure
- 2021: Keep on Dancin’
- 2021: Downtown (mit Vinne feat. Pri Pach)
- 2021: Let It Drop
- 2021: Hands Up (mit Alle Farben und Damien N-Drix)
- 2022: Faces
- 2022: Belly Dancer (mit Imanbek, UK: Silber, US: Gold)

### Remixes
- 2019: Adventure Club – Next Life (BYOR Remix)
- 2020: Volac – Feel the Beat (BYOR Remix)
- 2021: CID – No! (BYOR Remix)
- 2021: Marcus Santoro & Isabelle Stern – It’s Not About You (BYOR Remix)
- 2021: Merk & Kremont – Gucci Fendi Prada (BYOR Remix)
- 2022: Valy Mo – Away (BYOR Remix)

## Auszeichnungen für Musikverkäufe
Anmerkung: Auszeichnungen in Ländern aus den Charttabellen bzw. Chartboxen sind in ebendiesen zu finden.
| Land/RegionAuszeichnungen für Musikverkäufe (Land/Region, Auszeichnungen, Verkäufe, Quellen) | Silber  | Gold  | Platin     | Verkäufe | Quellen           |
| -------------------------------------------------------------------------------------------- | ------- | ----- | ---------- | -------- | ----------------- |
| Deutschland (BVMI)                                                                           | —       | —     | Platin1    | 400.000  | musikindustrie.de |
| Österreich (IFPI)                                                                            | —       | —     | 2× Platin2 | 60.000   | ifpi.at           |
| Vereinigte Staaten (RIAA)                                                                    | —       | Gold1 | —          | 500.000  | riaa.com          |
| Vereinigtes Königreich (BPI)                                                                 | Silber1 | —     | —          | 200.000  | bpi.co.uk         |
| Insgesamt                                                                                    | Silber1 | Gold1 | 3× Platin3 |          |                   |